# Ранко Трифуновић
Ранко Трифуновић (Шабац, 28. новембар 1878 — Београд, 24. фебруар 1939), је био српски политичар, окружни начелник у Куманову, Скопљу, Штипу и Битољу, народни посланик и бан Вардарске бановине.